# 日本一鑑
『日本一鑑』（にほんいっかん）は、明の鄭舜功が戦国時代の日本に関して情報を収集し編纂した研究書で、日本百科全書である。全3部16巻。

## 概要
全3部構成となっており、日本の歴史・人物・風習などを記した『窮河話海』9巻、日本の地理及び地図を記した『桴海図経』3巻・『[阝絶]島新編』4巻からなる。日本で集めた資料を綿密に研究して、実地でも調査されており、前近代の中国人による日本研究では最高の水準にあった。更に付録として「寄語」の記事があり、日本語の語彙4,300が中国語による音訳が付けられており、キリスト教宣教師による文献と並んで中世日本語の実態を知る上で貴重な資料となっている。

## 編者
鄭舜功は嘉靖34年（日本の弘治2年/1556年）に倭寇の禁圧と日本の実情調査のために来日した。途中で大友氏によって豊後国に幽閉されたものの、日本の実情調査を行って帰国したが政変に連座して更に配流された。赦免後、日本での経験や実情、倭寇対策などを記した同書を執筆した。